# Schweizer Fussball-Regionalcups 2016/17
Die 13 regionalen Fussballverbände der Schweiz, die dem Schweizerischen Fussballverband (SFV) angegliedert sind tragen jährlich einen jeweils regionalen Cupwettbewerb aus. Teilnahmeberechtigt sind theoretisch alle Vereine von der sechstklassigen 2. Liga bis hin zur 5. Liga, der neunten und untersten Liga im Schweizerischen Spielbetrieb, es darf jedoch nur maximal ein Team eines Vereins teilnehmen. Im Walliser Fussballverband nahmen auch die Teams aus der fünftklassigen 2. Liga interregional teil.
Die 13 Sieger der Cups sind dabei für die 1. Hauptrunde des Schweizer Cups qualifiziert. Gewinnt eine 2. Mannschaft eines Vereins den regionalen Cup, so geht das Startrecht für den Schweizer Cup an die 1. Mannschaft über. Die drei grössten Verbände, der Fussballverband Bern/Jura, Fussballverband Region Zürich und der Ostschweizer Fussballverband entsenden zwei Teams in die 1. Hauptrunde. Aus dem Fussballverband Bern/Jura ist je nach Konstellation zusätzlich der Finalist oder wenn der Sieger im Halbfinal aus dem Untergeordneten Fussballverband Jura ist qualifiziert. Aus dem Fussballverband Region Zürich nimmt der Sieger der Fairplay-Wertung zusätzlich teil, dieses Jahr der FC Hausen am Albis. Im Ostschweizer Fussballverband ist zusätzlich der Finalist qualifiziert. Als klassenniedrigster Teilnehmer geht der FC Union-Sportive Montfaucon (5. Liga) in der ersten Cup-Runde an den Start. Der Klub aus dem Kanton Jura ergatterte sich seinen Startplatz durch den Gewinn der SFV-Suva Fairplay-Trophy 2016/17.
In der Spielzeit 2016/17 wurden so die regionalen Cupsieger und Teilnehmer des Schweizer Cups der Saison 2017/18 erkoren (die fett markierten 17 Teams).
| Regionale Cupfinals der Saison 2016/17 | Regionale Cupfinals der Saison 2016/17      | Regionale Cupfinals der Saison 2016/17 | Regionale Cupfinals der Saison 2016/17 | Regionale Cupfinals der Saison 2016/17  | Regionale Cupfinals der Saison 2016/17  |
| Datum                                  | Verband                                     | Austragungsort                         | Heimmannschaft                         | Ergebnis                                | Gastmannschaft                          |
| -------------------------------------- | ------------------------------------------- | -------------------------------------- | -------------------------------------- | --------------------------------------- | --------------------------------------- |
| 25.05.2017                             | Aargauischer Fussballverband                | Muri                                   | FC Frick (2. L)                        | 1:5                                     | FC Gränichen (2. L)                     |
| 18.06.2017                             | Fussballverband Bern/Jura                   | Oberdiessbach                          | FC Wyler Bern (3. L)                   | 0:6                                     | FC Biel-Bienne (2. L)                   |
| 18.06.2017                             | Fussballverband Bern/Jura                   |                                        | FC Union-Sportive Montfaucon (5. L)    | SFV-Suva Fairplay-Trophy 2016/17-Sieger | SFV-Suva Fairplay-Trophy 2016/17-Sieger |
| 03.06.2017                             | Innerschweizerischer Fussballverband        | Littau                                 | FC Littau (2. L)                       | 6:7 n. P. 2:2 n. V., 1:1                | FC Altdorf (2. L)                       |
| 17.06.2017                             | Fussballverband Nordwestschweiz             | Aesch                                  | FC Reinach (2. L)                      | 4:6 n. P. 2:2 n. V., 1:1                | FC Concordia Basel (2. L)               |
| 21.05.2017                             | Ostschweizer Fussballverband                | Flawil                                 | FC Wängi (3. L)                        | 10:11 n. P. 1:1 n. V., 1:1              | FC Arbon 05 (2. L)                      |
| 25.05.2017                             | Solothurner Fussballverband                 | Hägendorf                              | Bellach (2. L)                         | 1:0                                     | Türkischer SC Solothurn (3. L)          |
| 24.06.2017                             | Fussballverband Region Zürich               | Kloten                                 | FC Wallisellen (2. L)                  | 6:7 n. P. 3:3 n. V., 3:3                | FC Bassersdorf (2. L)                   |
| 24.06.2017                             | Fussballverband Region Zürich               |                                        | FC Hausen am Albis (3. L)              | FVRZ-Fairplay-Sieger                    | FVRZ-Fairplay-Sieger                    |
| 24.05.2017                             | Federazione ticinese di calcio              | Giubiasco                              | FC Gambarogno-Contone (2. L)           | 1:0                                     | Losone Sportiva (2. L)                  |
| 24.05.2017                             | Freiburger Fussballverband                  | Givisiez                               | FC Marly (2. L)                        | 0:2                                     | CS Romontois (2. L)                     |
| 01.06.2017                             | Association cantonale genevoise de football | Carouge                                | US Genève-Poste (3. L)                 | 2:5                                     | FC Vernier (2. L)                       |
| 07.06.2017                             | Association neuchâteloise de football       | Neuenburg                              | FC Fleurier (2. L)                     | 0:5                                     | FC Béroche-Gorgier (2. L)               |
| 25.05.2017                             | Association cantonale vaudoise de football  | Roche                                  | Pully Football (2. L)                  | 5:7 n. P. 3:3 n. V., 3:3                | Étoile Sportive FC Malley (3. L)        |
| 24.05.2017                             | Walliser Fussballverband                    | Saillon                                | FC Saint-Maurice (3. L)                | 2:4                                     | FC Chippis (2. L)                       |

| Kennzeichnung der Ligen | Kennzeichnung der Ligen               |
| ----------------------- | ------------------------------------- |
| (2. LI)                 | 2. Liga interregional (Spielklasse 5) |
| (2. L)                  | 2. Liga (Spielklasse 6)               |
| (3. L)                  | 3. Liga (Spielklasse 7)               |
| (4. L)                  | 4. Liga (Spielklasse 8)               |
| (5. L)                  | 5. Liga (Spielklasse 9)               |